# 49. Berlini Nemzetközi Filmfesztivál
A 49. Berlini Nemzetközi Filmfesztivál 1999. február 10. és 21. között rendezték meg, a nyitófilm Max Färberböcktől az Aimée és Jaguár, míg a zárófilm Otto Premingertől a Porgy és Bess volt. A fesztivál zsűrielnöke Ángela Molina spanyol színésznő volt. Az Arany Medve díjat Terrence Malick filmje, Az őrület határán nyerte. A fesztiválon egy retrospektívvel emlékeztek meg Otto Preminger osztrák-amerikai színházi és filmrendezőről.

## Zsűri
Az alábbi emberek voltak a fesztivál zsűrijének tagjai:
- Ángela Molina, spanyol színésznő - Zsűrielnök
- Ken Adam, brit gyártásvezető
- Paulo Branco, portugál producer és színész
- Assi Dayan, izraeli színész, filmkészítő és producer
- Pierre-Henri Deleau, francia színész és producer
- Katja von Garnier, német filmkészítő
- Hellmuth Karasek, német újságíró, író és filmkritikus
- Michelle Yeoh, malajziai színésznő

## Versenyben lévő filmek
Az alábbi filmek voltak versenyben az Arany Medve- és az Ezüst Medve-díjakért:
| Magyar cím                  | Eredeti cím                 | Rendező              | Ország                                                                                 |
| --------------------------- | --------------------------- | -------------------- | -------------------------------------------------------------------------------------- |
| 8mm                         | 8mm                         | Joel Schumacher      | Amerikai Egyesült Államok, Németország                                                 |
| Aimée és Jaguár             | Aimée & Jaguar              | Max Färberböck       | Németország                                                                            |
| Lábad között                | Entre las piernas           | Manuel Gómez Pereira | Spanyolország, Franciaország                                                           |
| Bajnokok reggelije          | Breakfast of Champions      | Alan Rudolph         | Amerikai Egyesült Államok                                                              |
| A hazugság szívében         | Au coeur du mensonge        | Claude Chabrol       | Franciaország                                                                          |
| Cuki hagyatéka              | Cookie's Fortune            | Robert Altman        | Amerikai Egyesült Államok                                                              |
| eXistenZ – Az élet játék    | eXistenZ                    | David Cronenberg     | Kanada, Egyesült Királyság, Franciaország                                              |
| Álomlány                    | La niña de tus ojos         | Fernando Trueba      | Spanyolország                                                                          |
| Glória                      | Glória                      | Manuela Viegas       | Portugália, Franciaország, Spanyolország                                               |
| Hi-Lo Country               | The Hi-Lo Country           | Stephen Frears       | Amerikai Egyesült Államok, Egyesült Királyság, Németország                             |
| Válságállapot               | Ça commence aujourd'hui     | Bertrand Tavernier   | Franciaország                                                                          |
| Utazás a Napba              | Güneşe Yolculuk             | Yeşim Ustaoğlu       | Törökország, Hollandia, Németország                                                    |
| Karnaval                    | Karnaval                    | Thomas Vincent       | Franciaország, Németország, Belgium, Svájc                                             |
| Keiho                       | 39 刑法第三十九条           | Yoshimitsu Morita    | Japán                                                                                  |
| Mifune utolsó dala          | Mifune                      | Søren Kragh-Jacobsen | Dánia, Svédország                                                                      |
| Éji mese                    | Nachtgestalten              | Andreas Dresen       | Németország                                                                            |
| Qian yan wan yu             | 千言萬語                    | Ann Hui              | Hongkong, Kína                                                                         |
| Szeress, ha tudsz!          | Playing by Heart            | Willard Carroll      | Amerikai Egyesült Államok, Egyesült Királyság                                          |
| Vigyél el!                  | Emporte-moi                 | Léa Pool             | Svájc, Kanada, Franciaország                                                           |
| Szerelmes Shakespeare       | Shakespeare in Love         | John Madden          | Amerikai Egyesült Államok, Egyesült Királyság                                          |
| A sátán mágusa              | Simon Magus                 | Ben Hopkins          | Amerikai Egyesült Államok, Egyesült Királyság, Franciaország, Németország, Olaszország |
| Az őrület határán           | The Thin Red Line           | Terrence Malick      | Kanada, Amerikai Egyesült Államok                                                      |
| A három évszak              | Ba Mùa                      | Tony Bui             | Amerikai Egyesült Államok, Vietnám                                                     |
| Városi kapcsolatok          | Kesher Ir                   | Jonathan Sagall      | Izrael                                                                                 |
| La Guerre dans le Haut Pays | La Guerre dans le Haut Pays | Francis Reusser      | Svájc, Franciaország, Belgium                                                          |

## Győztesek
- Arany Medve: Az őrület határán (Terrence Malick)
- Zsűri Nagydíja: Mifune utolsó dala (Søren Kragh-Jacobsen)
- Ezüst Medve díj a legjobb rendezőnek: Stephen Frears (Hi-Lo Country(
- Ezüst Medve díj a legjobb színésznőnek: Maria Schrader, Juliane Köhler (Aimée és Jaguár)
- Ezüst Medve díj a legjobb színésznek: Michael Gwisdek (Éji mese)
- Alfred Bauer-díj: Karnaval (Thomas Vincent)
- Ezüst Medve díj egyedülálló teljesítményért: Marc Norman, Tom Stoppard (Szerelmes Shakespeare)
- Ezüst Medve díj a kiemelkedő művészi teljesítményért: David Cronenberg (eXistenZ – Az élet játék)
- Tiszteletbeli említések:
  - Iben Hjejle (Mifune utolsó dala)
  - Válságállapot
  - John Toll (Az őrület határán)
- Tiszteletbeli Arany Medve
  - Shirley MacLaine
- Berlinale Kamera
  - Armen Medvedjev
  - Meryl Streep
  - Robert Rodríguez
- Kék Angyal díj
  - Utazás a Napba (Yeşim Ustaoğlu)
- FIPRESCI-díj
  - Válságállapot (Bertrand Tavernier)

## Fordítás
- Ez a szócikk részben vagy egészben  a(z)   49th Berlin International Film Festival című angol Wikipédia-szócikk fordításán alapul.  Az eredeti cikk szerkesztőit annak laptörténete sorolja fel. Ez a jelzés csupán a megfogalmazás eredetét és a szerzői jogokat jelzi, nem szolgál a cikkben szereplő információk forrásmegjelöléseként.